# عبد المحسن العباد
عبد المحسن بن حمد بن عبد المحسن بن عبد الله بن حمد بن عثمان آل بدر العباد (1934م -) (1353 هـ -) عالم دين سعودي، أما نسبته للعباد فيرجع إلى جده الثاني عبد الله حيث لقب بعباد وعليه انتسب به، ولد العباد في عام 1353 هـ في محافظة الزلفي شمال مدينة الرياض.

## نسبه
هو الشيخ عبد المحسن بن حمد بن عبد المحسن بن عبد الله بن حمد بن عثمان آل بدر، من البدور من الأشاجعة من الجلاس من قبيلة عنزة، أما نسبته للعباد فيرجع إلى جده الثاني عبد الله حيث لقب بعباد وعليه انتسب به.

## نشأته وطلبه للعلم
درس العباد وتحصل على الشهادة الابتدائية في الزلفي وذلك عام 1371 هـ، ثم انتقل بعدها إلى الرياض ودخل معهد الرياض العلمي، ثم التحق بعد انهائه الدراسة في المعهد بكلية الشريعة بجامعة الإمام محمد بن سعود، وقد واضب العباد تحصيل الدروس في الجامعة وفي المساجد على يد مجموعة من العلماء أمثال محمد بن إبراهيم وعبد العزيز بن باز، ومحمد الأمين الشنقيطي، وعبد الرحمن الأفريقي، وعبد الرزاق عفيفي، بعد أن أنهى العباد دراسته من جامعة الإمام عين مدرسا بالمعهد العلمي ببريدة عام 1379 هـ، ثم عين مدرسا بالمعهد العلمي بالرياض عام 1380 هـ، ثم عين مدرسا بالجامعة الإسلامية في عام 1381 هـ.

## تدريسه في الحرم المدني
بدأ العباد رحلة التدريس في المسجد النبوي بالمدينة المنورة في أول عام 1406 هـ، حيث درس فيه الكتب الستة كاملة ثم أعاد من جديد فشرح البخاري والآن في مسلم ، ودرس أيضا ألفية السيوطي في المصطلح، ودرس مقدمة ابن أبي زيد القيرواني وتطهير الاعتقاد للصنعاني وشرح الصدور للشوكاني، ودرس شرح شروط الصلاة وبلوغ المرام وكتاب آداب المشي إلى الصلاة لمحمد بن عبد الوهّاب .

## مؤلفاته
للعباد العديد من المؤلفات فاقت الثمانية عشر مؤلفاً:
1. عشرون حديثًا من حديث البخاري.
2. عشرون حديثًا من صحيح الإمام مسلم.
3. من أخلاق الرسول الكريم.
4. عقيدة أهل السنة والجماعة في الصحابة الكرام.
5. فضل أهل البيت وعلو مكانتهم عند أهل السنة والجماعة.
6. عقيدة أهل السنة والأثر في المهدي المنتظر.
7. الرد على الرفاعي والبوطي.
8. الانتصار للصحابة الأخيار في رد أباطيل حسن المالكي.
9. الشيخ عبد العزيز بن باز نموذج من الرعيل الأول.
10. الشيخ عمر بن عبد الرحمن فلاته وكيف عرفته.
11. الإخلاص والإحسان والالتزام بالشريعة.
12. فضل المدينة وآداب سكناها وزيارتها.
13. من أقوال المنصفين في معاوية.
14. فضل آل البيت.
15. اجتناء الثمر في مصطلح أهل الأثر.
16. عالم جهبذ وملك فذ.
17. قبس من هدي الإسلام.
18. دراسة حديث -نضر الله إمرا سمع مقالتي- رواية ودراية.
19. رفقاً أهل السنة بأهل السنة.

## وصلات خارجية
موقع الشيخ عبد المحسن العباد